# Nikólaos Michálakis
Pour les articles homonymes, voir Michalakis.
Nikólaos Michálakis (en grec moderne : Νικόλαος Μιχαλάκης), né en 1956 à Kardítsa en Grèce, est un homme politique grec.

## Biographie
Aux élections législatives grecques de janvier 2015, il est élu député au Parlement grec sur la liste de la SYRIZA dans la circonscription de Kardítsa.